# Rezerwat przyrody Cisy nad Czerską Strugą
Rezerwat przyrody Cisy nad Czerską Strugą (kasz. Cësë nad Czerską Strëgą) – leśny rezerwat przyrody w kompleksie leśnym Borów Tucholskich, położony na terenie gminy Czersk (powiat chojnicki, województwo pomorskie). Znajduje się w granicach Tucholskiego Parku Krajobrazowego oraz obszaru ptasiego sieci Natura 2000 „Bory Tucholskie” PLB220009.
Został ustanowiony na mocy zarządzenia Ministra Leśnictwa i Przemysłu Drzewnego z dnia 26 marca 1982. Powierzchnia rezerwatu wynosi 17,19 ha. Ochronie rezerwatu podlega stanowisko występującego tu cisa pospolitego, jak również pozostały bór mieszany nad lokalnym ciekiem wodnym Czerską Strugą.
Rezerwat położony jest na gruntach Nadleśnictwa Woziwoda. Nie posiada planu ochrony, obowiązują w nim jednak zadania ochronne, na mocy których obszar rezerwatu podlega ochronie czynnej.
Najatrakcyjniejsza część rezerwatu z dużym skupiskiem cisów jest ogrodzona. Przez teren rezerwatu w kierunku wschód-zachód przebiega rozwidlająca się droga leśna, która została udostępniona do ruchu pieszego, rowerowego i samochodowego; w kierunku południowym odchodzi od niej piesza ścieżka w formie pętli.
Najbliższe miejscowości to Łukowo i Łosiny. W sąsiedztwie rezerwatu przebiega trasa drogi wojewódzkiej nr 237 Czersk–Tuchola z przylegającym do niej akwenem jeziora Świdno.